# Lars Bertle
Lars Bertil Bertle, född 17 juli 1925 i Helsingborg, är en svensk konstnär.
Bertle började måla efter en långvarig yrkesverksamhet 1968. Han bedrev självstudier och företog några studieresor i norra Europa. Hans konst består av stilleben, figurer med människor i rörelse och landskapsbilder ofta i vinterskrud. Bertle är representerad vid Helsingborgs museum, Statens konstråd, Göteborgs konstmuseum, Malmö museum, Landskrona museum och i flera kommuner.